# Студор в Бохињу
Студор в Бохињу (словен. Studor v Bohinju) је насељено место у општини Бохињ, Горењска регија, Словенија.

## Историја
До територијалне реорганизације у Словенији био је у саставу старе општине Радовљица.

## Становништво
У попису становништва из 2011. године, Студор в Бохињу је имао 117 становника.
| Број становника према пописима | Број становника према пописима | Број становника према пописима |
| ------------------------------ | ------------------------------ | ------------------------------ |
| 1991                           | 2002                           | 2011                           |
| 116                            | 109                            | 117                            |

Напомена: До 1955. исказивано под именом Студор.

## Галерија
- Опленова кућа
- пејзаж